# Melanitis fulvescens
Melanitis fulvescens är en fjärilsart som beskrevs av Achille Guenée 1863. Melanitis fulvescens ingår i släktet Melanitis och familjen praktfjärilar. Inga underarter finns listade i Catalogue of Life.